# アルナ・ディンダン
アルナ・ディンダン（Aruna Dindane, 1980年11月26日 - ）は、コートジボワール・アビジャン出身の元同国代表サッカー選手。現役時代のポジションはフォワード。原音に近い「アリュナ・ディンダーヌ」の表記もある。

## 経歴
ディディエ・ドログバとコンビを組むコートジボワール代表選手。スピードとテクニックが魅力で、特にスピードはアフリカでトップクラスと言われ、「快足」の異名を持つ。2003年にはベルギーの最優秀アフリカ選手に選出された。
2010年6月4日にヨハネスブルグで行われた日本代表対コートジボワール代表の調整試合において、今野泰幸に対しタックルをかけ、全治2週間となる軽度の右膝靭帯損傷を負わせた。

## 所属クラブ
- ASECミモザ 1999-2000
- RSCアンデルレヒト 2000-2005
- RCランス 2005-2010

→  ポーツマスFC 2009-2010 (loan)
- レフウィヤSC 2010-2012
- アル・ガラファ 2012
- アル・サイリヤSC 2012
- クリスタル・パレスFC 2013-2014

## 代表歴

### 出場大会
- コートジボワール代表
  - 2006 FIFAワールドカップ
  - 2010 FIFAワールドカップ

### 試合数
- 国際Aマッチ 64試合 19得点（2000年-2010年）[2]

| コートジボワール代表 | 国際Aマッチ | 国際Aマッチ |
| 年                   | 出場        | 得点        |
| -------------------- | ----------- | ----------- |
| 2000                 | 4           | 1           |
| 2001                 | 6           | 0           |
| 2002                 | 2           | 0           |
| 2003                 | 5           | 2           |
| 2004                 | 7           | 7           |
| 2005                 | 8           | 3           |
| 2006                 | 9           | 4           |
| 2007                 | 5           | 1           |
| 2008                 | 7           | 1           |
| 2009                 | 1           | 0           |
| 2010                 | 10          | 0           |
| 通算                 | 64          | 19          |

## タイトル
ASEC
- コートジボワール・プレミア・ディビジョン : 2000
- CAFスーパーカップ : 1999

アンデルレヒト
- ジュピラー・プロ・リーグ : 2000-01, 2003-04
- ベルギー・スーパーカップ : 2000, 2001

RCランス
- UEFAインタートトカップ : 2007
- リーグ・ドゥ : 2008-09

レフウィヤ
- カタール・スターズリーグ : 2010-11